# Gueorgui Raikov
Gueorgui Raikov (Sofía, Bulgaria, 18 de octubre de 1953-12 de agosto de 2006) fue un deportista búlgaro especialista en lucha grecorromana donde llegó a ser campeón olímpico en Moscú 1980.

## Carrera deportiva
En los Juegos Olímpicos de 1980 celebrados en Moscú ganó la medalla de oro en lucha grecorromana de pesos de hasta 100 kg, por delante del luchador polaco Roman Bierła (plata) y del rumano Vasile Andrei (bronce).